# Quarta circumscripció d'Osaka
La circumscripció 4a d'Osaka (大阪府第4区, Ōsaka-fu Dai 4 ku) és una circumscripció electoral japonesa, una de les 19 pertanyents a la prefectura d'Osaka. La circumscripció es creà l'any 1994 i va funcionar per primera vegada a les eleccions generals japoneses de 1996. La circumscripció comprèn part de la ciutat i municipi d'Osaka i, en concret, els seus districtes de Kita, Miyakojima, Fukushima i Jōtō. Des de 1994 fins 2007, la circumscripció comprenia el districte de Higashinari, actualment part de la circumscripció 1a d'Osaka.

## Composició
| Representant       | Partit | Partit | Termini   |
| ------------------ | ------ | ------ | --------- |
| Tadashi Maeda      |        | PNP    | 1996-2000 |
| Masaaki Nakayama   |        | PLD    | 2000-2003 |
| Osamu Yoshida      |        | PD     | 2003-2005 |
| Yasuhide Nakayama  |        | PLD    | 2005-2009 |
| Osamu Yoshida      |        | PD     | 2009-2012 |
| Masatoshi Murakami |        | PRJ    | 2012-2014 |
| Yasuhide Nakayama  |        | PLD    | 2014-     |